# کیم جاء سانگ
کیم جاء سانگ (انگلیسی: Kim Jae-sung؛ زادهٔ ۳ اکتبر ۱۹۸۳) یک بازیکن فوتبال اهل کره جنوبی است.
وی همچنین در تیم‌های ملی فوتبال کره جنوبی کره جنوبی کره جنوبی بازی کرده‌است.